# Igor Lavrov
Igor Viktorovič Lavrov (rusko Игорь Викторович Лавров), ruski rokometaš, * 4. junij 1973.
Leta 2000 je na poletnih olimpijskih igrah v Sydneyju v sestavi ruske reprezentance osvojil zlato olimpijsko medaljo.